# Эшби, Винфред
Винфред Эшби (англ. Winifred Ashby; 13 октября 1879, Лондон— 19 июля 1975) — американский патологанатом, автор метода Эшби.

## Биография
В 1893 году с родителями эмигрировала в США. Обучалась в Северо-Западном университете, затем в 1903 году окончила Чикагский университет. В 1905 году получила степень магистра в Университете Вашингтона в Сент-Луисе.
Позже отправилась на Филиппины, где изучала проблемы недоедания местного населения.
Вернувшись в Соединенные Штаты преподавала физику и химию в вузах штата Иллинойс, с 1914 по 1916 год работала в лабораториях Рашского медицинского колледжа (Rush Medical College) и Иллинойсской Центральной больницы в Чикаго.
Затем в 1917 году поступила на работу в клинику Майо (Рочестер (Миннесота)), где стала заниматься научно-исследовательской деятельностью в области иммунологии и патологии. Именно здесь в 1919 году она разработала метод определения продолжительности жизни эритроцитов донора у реципиента при помощи реакций агглютинации эритроцитов с агглютиногенами А и В, а также М и N, названный впоследствии методом Эшби и стала первым человеком в мире, установившим продолжительность жизни клетки.
В 1924 году перешла из клиники Майо в больницу Святой Елизаветы, (Вашингтон (округ Колумбия), где работала до выхода на пенсию в 1949 году.
Винфред Эшби — автор публикаций и исследований, в области методов стандартизации и относительной чувствительности серологических тестов на сифилис и изучения металлоферментов головного мозга, в частности, карбоангидразы, а также исследований угольной активности карбоангидразы в центральной нервной системе.